# Hard Candy (Madonna-album)
A Hard Candy Madonna tizenegyedik stúdióalbuma, ami 2008. április 29-én jelent meg a Warner Bros. Records gondozásában.  Ez az utolsó Madonna-album, amit a Warner ad ki. Megjelenése után egy hónappal az album máris több mint 1 millió példányban kelt el világszerte.

## A cím
Madonna eredetileg Candy Shopnak akarta hívni az albumot a nyitódal után, azonban a Warner ezt nem engedte meg, mondván, hogy megegyezne 50 Cent azonos című dalával. Ezt követően az énekesnő Give It 2Me-re akarta keresztelni az albumot, ezt a Warner újra elutasította, mert az túlságosan hasonló lett volna Timbaland Give It To Me c. dalához. Végül a Hard Candy név mellett döntött, ami kifejezi az album "keménységét és édességét" egyben.

## Hard Candy promóciós turné
Az énekesnő, hogy promotálja az albumot, 2008 tavaszán New Yorkban, Párizsban és Maidstone-ban egy-egy 40 perces, 6 számból álló minikoncertet adott.
A fellépés a következő dalokból állt:
1. Candy Shop
2. Miles Away
3. 4 Minutes (featuring Justin Timberlake)
4. Hung Up (Rock Remix)
5. Give It 2 Me
6. Music (Fedde Le Grand Remix)

Az albumhoz kapcsolódó Sticky & Sweet Tour című világ körüli turné 2008 augusztusában indult el, és 2009 szeptemberében ért véget.

## Számlista
| Hard Candy Normál kiadás | Hard Candy Normál kiadás                                   | Hard Candy Normál kiadás                                            | Hard Candy Normál kiadás                                         | Hard Candy Normál kiadás | Hard Candy Normál kiadás | Hard Candy Normál kiadás | Hard Candy Normál kiadás | Hard Candy Normál kiadás | Hard Candy Normál kiadás |
|                          | Cím                                                        | Szerző(k)                                                           | Producer(ek)                                                     | Hossz                    |                          |                          |                          |                          |                          |
| ------------------------ | ---------------------------------------------------------- | ------------------------------------------------------------------- | ---------------------------------------------------------------- | ------------------------ | ------------------------ | ------------------------ | ------------------------ | ------------------------ | ------------------------ |
| 1.                       | "Candy Shop"                                               | Pharrell Williams · Madonna                                         | The Neptunes · Madonna                                           | 4:16                     |                          |                          |                          |                          |                          |
| 2.                       | "4 Minutes" (közreműködik: Justin Timberlake és Timbaland) | Madonna · Tim Mosley · Justin Timberlake · Nate Hills               | Timbaland · Justin Timberlake · Danja                            | 4:04                     |                          |                          |                          |                          |                          |
| 3.                       | "Give It 2 Me"                                             | Pharrell Williams · Madonna                                         | The Neptunes · Madonna                                           | 4:48                     |                          |                          |                          |                          |                          |
| 4.                       | "Heartbeat"                                                | Pharrell Williams · Madonna                                         | The Neptunes · Madonna                                           | 4:04                     |                          |                          |                          |                          |                          |
| 5.                       | "Miles Away"                                               | Madonna · Tim Mosley · Justin Timberlake · Nate Hills               | Timbaland · Justin Timberlake · Danja                            | 4:49                     |                          |                          |                          |                          |                          |
| 6.                       | "She's Not Me"                                             | Pharrell Williams · Madonna                                         | The Neptunes · Madonna                                           | 6:05                     |                          |                          |                          |                          |                          |
| 7.                       | "Incredible"                                               | Pharrell Williams · Madonna                                         | The Neptunes · Madonna                                           | 6:20                     |                          |                          |                          |                          |                          |
| 8.                       | "Beat Goes On" (közreműködik: Kanye West)                  | Pharrell Williams · Madonna · Kanye West                            | The Neptunes · Madonna                                           | 4:27                     |                          |                          |                          |                          |                          |
| 9.                       | "Dance 2night"                                             | Madonna · Tim Mosley · Justin Timberlake · Hannon Lane              | Timbaland · Justin Timberlake · Danja · Demacio "Demo" Castellon | 5:03                     |                          |                          |                          |                          |                          |
| 10.                      | "Spanish Lesson"                                           | Pharrell Williams · Madonna                                         | The Neptunes · Madonna                                           | 3:38                     |                          |                          |                          |                          |                          |
| 11.                      | "Devil Wouldn't Recognize You"                             | Madonna · Tim Mosley · Justin Timberlake · Nate Hills · Joe Henry   | Timbaland · Justin Timberlake · Danja                            | 5:09                     |                          |                          |                          |                          |                          |
| 12.                      | "Voices"                                                   | Madonna · Tim Mosley · Justin Timberlake · Nate Hills · Hannon Lane | Timbaland · Justin Timberlake · Danja · Hannon Lane              | 3:39                     |                          |                          |                          |                          |                          |
| 56:13                    |                                                            |                                                                     |                                                                  |                          |                          |                          |                          |                          |                          |

| Hard Candy Japán és iTunes pre-order (bónusz szám) | Hard Candy Japán és iTunes pre-order (bónusz szám) | Hard Candy Japán és iTunes pre-order (bónusz szám) | Hard Candy Japán és iTunes pre-order (bónusz szám) | Hard Candy Japán és iTunes pre-order (bónusz szám) | Hard Candy Japán és iTunes pre-order (bónusz szám) | Hard Candy Japán és iTunes pre-order (bónusz szám) | Hard Candy Japán és iTunes pre-order (bónusz szám) | Hard Candy Japán és iTunes pre-order (bónusz szám) | Hard Candy Japán és iTunes pre-order (bónusz szám) |
|                                                    | Cím                                                | Szerző(k)                                          | Producer(ek)                                       | Hossz                                              |                                                    |                                                    |                                                    |                                                    |                                                    |
| -------------------------------------------------- | -------------------------------------------------- | -------------------------------------------------- | -------------------------------------------------- | -------------------------------------------------- | -------------------------------------------------- | -------------------------------------------------- | -------------------------------------------------- | -------------------------------------------------- | -------------------------------------------------- |
| 13.                                                | "Ring My Bell"                                     | Pharrell Williams · Madonna                        | The Neptunes · Madonna                             | 3:54                                               |                                                    |                                                    |                                                    |                                                    |                                                    |
| 60:07                                              |                                                    |                                                    |                                                    |                                                    |                                                    |                                                    |                                                    |                                                    |                                                    |

| 13. | "4 Minutes" (Peter Saves New York Edit) | Madonna · Tim Mosley · Justin Timberlake · Nate Hills | Timbaland · Justin Timberlake · Danja · Peter Rauhofer | 5:00 |
| 14. | "4 Minutes" (Junkie XL Remix Edit)      | Madonna · Tim Mosley · Justin Timberlake · Nate Hills | Timbaland · Justin Timberlake · Danja · Junkie XL      | 4:37 |
| 15. | "Give It 2 Me" (Paul Oakenfold Edit)    | Pharrell Williams · Madonna                           | The Neptunes · Madonna · Paul Oakenfold                | 4:59 |

| 13. | "4 Minutes" (Tracy Young House Edit) | Madonna · Tim Mosley · Justin Timberlake · Nate Hills | Timbaland · Justin Timberlake · Danja · Tracy Young              | 3:33 |
| 14. | "4 Minutes" (Rebirth Remix Edit)     | Madonna · Tim Mosley · Justin Timberlake · Nate Hills | Timbaland · Justin Timberlake · Danja · Demacio "Demo" Castellon | 3:42 |

| 13. | "4 Minutes" (Tracy Young Mixshow)  | Madonna · Tim Mosley · Justin Timberlake · Nate Hills | Timbaland · Justin Timberlake · Danja · Tracy Young    | 6:19  |
| 14. | "4 Minutes" (Peter Saves New York) | Madonna · Tim Mosley · Justin Timberlake · Nate Hills | Timbaland · Justin Timberlake · Danja · Peter Rauhofer | 10:52 |

## Kislemezek
| #  | Kislemez     | Megjelenés        |
| -- | ------------ | ----------------- |
| 1. | 4 Minutes    | 2008. március 17. |
| 2. | Give It 2 Me | 2008. június 24.  |
| 3. | Miles Away   | 2008. október 27. |

## Az albumról
A zenei világ talán legmegbízhatóbb magazinja, a Rolling Stone adott leírást Madonna április végére várható albumáról. Az újság 5 dalt hallgathatott meg és több háttérinformációhoz is hozzájuthatott az egyik társproducertől, Danja-tól.
- 4 Minutes (featuring Justin Timberlake and Timbaland)

A dal elejében van egy pici menetelés-esztétikum, de egy erős, hirtelen vágással egy kemény ütem tör be, Madonna énekével ("road to hell is paved with good intentions" - A pokolba vezető út csupa jó szándékkal van kikövezve"). A versszakokat Madonna és Timberlake váltogatja egymás között. Justin a refrénben is feltűnik, a legjobb Michael Jackson benyomásait felhasználva, majd halkan dúdolva a címadó sort We only got four minutes to save the world - csak négy percünk van megmenteni a világot". A dal egy rövid levezetéssel fejeződik be, Timbaland tipikus Bhangra-ütemeivel, basszussal és Madonna sürgető "ticktock"-jával.
- Candy Shop

A Pharrel-alkotta dal erős basszusokkal és Madonna hívogató szavaival nyit ("Come on in to my store, I got candy galore." - "Gyere be a boltomba, van cukrom bőven"). A dal kedvesen semmitmondó, de mégis van benne egy élettel és lélekkel teli refrén, amiben Madonna továbbra is boltjába csábítgat minket ("I'll be your one stop (one stop) candy shop." - Én leszek a te egyetlen megállód (megállód), a cukorkaboltod"). A dal meg van fűszerezve pulzáló kis szünetekkel is, amikben nem csak Pharrel hipnotikus szintetizátorjátékát, hanem magát a producert is hallhatjuk.
- Miles Away

Madonna férjének, Guy Ritchie-nek írta a dalt. Dalszövegileg talán a legkiemelkedőbb alkotás a Miles Away, a sóvárgó hangulatú, távolsági kapcsolatról szóló melódia, ami visszavisz minket Timberlake Futuresex/Lovesounds albumának világához. A dal egy akusztikus gitár pötyögtetésével nyit, ami átvált dadogós ütembe, majd átfolyik szintetizátorba. "You always seem to have the biggest heart when we're 6,000 miles apart. - Úgy tűnik, mindig akkor van nagy szíved, mikor 6000 mérföldre vagy". Madonna szomorúan, de nemesen énekli "I guess we're at our best when we're miles away. - Azt hiszem, akkor vagyunk mi ketten a legjobbak, ha mérföldekre vagyunk egymástól". A szám sokkal érzékibb az album más dalainál, ezt jól mutatja a zeneiségének légies jellege.
- Give It 2 Me

A leginkább utcai folytatása a Confessions-nak a kiváló Give It 2 Me, amit remekül dob fel Danja, már Britney Spears Blackout albumánál is felhasznált szintis alapja. Egy agresszív, klubba való dal, nyers house ütemekkel, amik a remixekért kiáltanak. "When the lights go down and there's no one left I can go on and on - Amikor kihunynak a fények, és már nincs senki a közelben, akkor tudok tovább és tovább és tovább pörögni". A lezárás egy gyors és gyilkos levezetéssel történik, ahol Madonna a "Get stupid - Hülyülj meg" sort kántálja. Az ütem egyre dühösebbre vált át, Madonna pedig hasonló hangulatban hirdeti, hogy "Give it to me / No one's gonna stop me now - Add nekem, senki se fog most megállítani engem".
- Heartbeat

Újra a táncparketten találhatjuk magunkat a Heartbeattel, ami hiphop ütemeivel, dörzspapír-sercegésével és a '80-as évek szinti-betéteivel hódít. Madonna itt jobban kiereszti a hangját "Can't you see when I dance I feel free / Which makes me feel like the only one the light shines on - Hát nem látod, hogy akkor érzem magam a legszabadabbnak, mikor táncolok, mert attól úgy érzem magam, hogy a fény rám világít". A dal tartalmaz egy rövid, beszédes levezetést is, amiben Madonna "See my body get down" soraival visszaidézi Nelly Furtado Promiscuousát. A dal vége ismét a klubok világába tér vissza.

## Eredmények, helyezések és eladás
| Ország/Régió       | Legjobb helyezés | Eredmény   | Eladás     |
| ------------------ | ---------------- | ---------- | ---------- |
| Argentína          | 1                | 2x platina | 80,000+    |
| Ausztrália         | 1                | platina    | 70,000+    |
| Ausztria           | 1                | arany      | 10,000+    |
| Belgium            | 2                | platina    | 30,000+    |
| Kanada             | 1                | platina    | 155,000+   |
| Csehország         | 1                | platina    | 10,000+    |
| Dánia              | 1                | platina    | 30,000+    |
| Európa             | 1                | platina    | 1,400,000+ |
| Finnország         | 1                | arany      | 20,000+    |
| Franciaország      | 1                | platina    | 204,000+   |
| Németország        | 1                | platina    | 200,000+   |
| Görögország        | 1                | platina    | 15,000+    |
| Magyarország       | 1                | [ 9 ]      |            |
| Írország           | 1                | platina    | 30,000+    |
| Olaszország        | 1                | 2x platina | 162,000+   |
| Japán              | 1                | platina    | 253,000+   |
| Mexikó             | 3                | platina    | 80,000+    |
| Új-Zéland          | 5                |            | 7,500+     |
| Hollandia          | 1                | platina    | 75,000+    |
| Norvégia           | 2                | [ 11 ]     |            |
| Lengyelország      | 1                | platina    | 30,000+    |
| Portugália         | 1                | arany      | 10,000+    |
| Szerbia            | 1                | platina    | 6,000+     |
| Szlovákia          | 1                | platina    | 6,000+     |
| Szlovénia          | 1                | platina    | 3,000+     |
| Dél-Korea          | 1                | arany      | 4,000+     |
| Spanyolország      | 1                | arany      | 40,000     |
| Svédország         | 1                | arany      | 20,000+    |
| Svájc              | 1                | platina    | 40,000+    |
| Törökország        | 1                | arany      | 17,000+    |
| Egyesült Királyság | 1                | platina    | 300,000+   |
| Egyesült Államok   | 1                | arany      | 651,127    |

## Megjelenések
| Régió                     | Dátum                                |
| ------------------------- | ------------------------------------ |
| Hollandia                 | 2008. április 25.                    |
| Lengyelország             | 2008. április 25.                    |
| Finnország                | 2008. április 25.                    |
| Franciaország             | 2008. április 25.                    |
| Világszerte               | 2008. április 25.                    |
| Szingapúr                 | 2008. április 25.                    |
| Írország                  | 2008. április 25.                    |
| Olaszország               | 2008. április 25.                    |
| Thaiföld                  | 2008. április 25.                    |
| Németország               | 2008. április 25.                    |
| Ausztrália                | 2008. április 26.                    |
| Brazília                  | 2008. április 28.                    |
| Izrael                    | 2008. április 28.                    |
| Fülöp-szigetek            | 2008. április 28.                    |
| Portugália                | 2008. április 28.                    |
| Görögország               | 2008. április 28.                    |
| Egyesült Királyság        |                                      |
| Kanada                    | 2008. április 29.                    |
| Chile                     | 2008. április 29.                    |
| Argentína                 | 2008. április 29.                    |
| Mexikó                    | 2008. április 29.                    |
| Románia                   | 2008. április 29.                    |
| Amerikai Egyesült Államok | 2008. április 29.                    |
| Japán                     | 2008. április 30.                    |
| Oroszország               | 2008. május 5.                       |
| Ukrajna                   | 2008. május 5.                       |
| Törökország               | 2008. május 9.                       |
| Egyesült Királyság        | 2008. május 12.                      |
| Portugália                | 2008. május 19. (Special Edition CD) |
| Amerikai Egyesült Államok | 2008. június 10. (Vinyl)             |